# Vandenboschia nipponica
Vandenboschia nipponica är en hinnbräkenväxtart som först beskrevs av Takenoshin Nakai, och fick sitt nu gällande namn av Ebihara. Vandenboschia nipponica ingår i släktet Vandenboschia och familjen Hymenophyllaceae. Inga underarter finns listade.